# Maogaitu
Maogaitu (kinesiska: 毛盖图, 毛盖图苏木) är en socken i Kina. Den ligger i den autonoma regionen Inre Mongoliet, i den norra delen av landet, omkring 440 kilometer sydväst om regionhuvudstaden Hohhot.
Genomsnittlig årsnederbörd är 403 millimeter. Den regnigaste månaden är juli, med i genomsnitt 106 mm nederbörd, och den torraste är december, med 1 mm nederbörd.